# Miguel Malvar
Miguel Malvar (Santo Tomas, 27 settembre 1865 – Manila, 13 ottobre 1911) è stato un generale filippino, della Guerra filippino-americana.
Assunse il comando delle forze rivoluzionarie filippine durante l'ultima parte del conflitto, dopo la cattura di Emilio Aguinaldo nel 1901. Fu uno degli ultimi generali filippini ad arrendersi al dominio statunitense.

## Biografia
Malvar nacque il 27 settembre 1865 a Santo Tomas da Maximo Malvar e Tiburcia Carpio. Maximo era un coltivatore di canna da zucchero e riso, e il suo successo nell'agricoltura permise a Miguel e i suoi fratelli di acquisire un'istruzione. Con questa educazione Miguel prosperò nella coltivazione di arance, sulla quale aveva lavorato sodo. Si sposò nel 1891 con Paula Maloles, e mise su famiglia; la coppia ebbe tredici figli. Malvar aveva stretti legami di amicizia con José Rizal, il cognato di quest'ultimo era un suo parente, e ben presto diventò membro del movimento rivoluzionario Katipunan. Dopo lo scoppio della Rivoluzione contro la Spagna nel 1899, Malvar fu capitano di una milizia di una settantina di uomini. Nel febbraio 1897, dopo la morte del suo superiore, Malvar fu promosso al ruolo di generale.
Dopo la convenzione di Tejeros, vinta da Emilio Aguinaldo, Malvar parteggiò per il Supremo Andrés Bonifacio. Nel dicembre del 1897 era contrario alla firma del Patto di Biak-na-Bato, tuttavia ricevette l'ordine da Aguinaldo di porre fine alla guerra contro gli spagnoli.
Con lo scoppio della guerra filippino-americana Malvar divenne vice del generale Mariano Trías, comandante delle forze filippine nel Luzon meridionale. Nei primi mesi di conflitto Malvar e le sue truppe furono impegnate in battaglie nelle vicinanze di Manila. Verso la fine del 1899 tentò, senza successo, di riconquistare la città di Calamba. Dopo la cattura di Aguinaldo e la resa di Trías, nel marzo 1901 Malvar divenne presidente della Prima Repubblica filippina. Ricercato dagli americani, che ormai battevano le Filippine palmo a palmo, e con le truppe filippine ridotte ai minimi termini, Malvar si arrese il 13 aprile 1902 al generale James Franklin Bell.
Dopo la conclusione della guerra Malvar rifiutò gli incarichi proposti dal governo coloniale. Morì il 13 ottobre 1911 a seguito di un'insufficienza epatica. Fu sepolto a Santo Tomas, sua città natale.